# Alfred Dundas Taylor
Alfred Dundas Taylor (* 30. August 1825 in England; † 14. November 1898 in England) war ein britischer Marineoffizier, Meeresvermesser und Autor.
Er war ein Sohn von George Ledwell Taylor (1788–1873), der Architekt für die britische Admiralität war.
Taylor diente als Offizier auf verschiedenen Schiffen der Britischen Ostindien-Kompanie. 1847 erreichte er den Rang eines Lieutenant. Ab 1850 war er als Kommandant verschiedener Schiffe mit der Vermessung mehrerer Küstenabschnitte in Britisch-Indien befasst. Als 1862 die indische Marine abgeschafft wurde, schied er aus dem Marinedienst aus.
1875 überzeugte er das Secretary of State for India ein Amt für Meeresvermessung einzurichten, dessen Leiter Taylor fortan bis 1882 war. Alfred Taylor starb 1898 in England.
Taylor wurde insbesondere damit bekannt, dass er bereits 1860 den Plan äußerte, eine Fahrrinne durch den Adamsbrücke genannten Riffbogen in der Meerenge zwischen dem indischen Subkontinent und der Insel Ceylon (Sri Lanka) zu bauen. Mit der baulichen Umsetzung des Sethusamudram genannten Kanal-Projekt wurde erst 2005 begonnen. Taylors bekanntestes und letztes publizierte Buch ist Das Indien-Verzeichnis für die Kapitänsführung der Dampfer und Segelschiffe, London 1874 (englisch).